# Xenopus petersii
Xenopus petersii är en groddjursart som beskrevs av Bocage 1895. Xenopus petersii ingår i släktet Xenopus och familjen pipagrodor. IUCN kategoriserar arten globalt som livskraftig. Inga underarter finns listade i Catalogue of Life.